# Нереида (Епир)
Вижте пояснителната страница за други личности с името Нереида.
Нереида (на латински: Nereis) от род Еакиди е принцеса от племето молоси в древен Епир и чрез женитба царица на Сиракуза през 3 век пр.н.е.
Тя е дъщеря на цар Пир II. Сестра е на Дейдамея, последната царица на молосите в древен Епир през 233 пр.н.е.
Нереис се омъжва след смъртта на баща си за тирана с титлата цар на Сиракуза Гелон II (пр. 266 пр.н.е. – 216 пр.н.е.), най-големиет син на Хиерон II, владетелят на Сиракуза. Тя става майка на цар Хиероним и на дъщерята Хармония, която е омъжена за Темистий от Сиракуза. 
Нейният съпруг умира преди баща си. Нейното име е намерено на надпис в театъра на Сиракуза. 